# Creighton Abrams
Creighton Williams Abrams Jr. (Springfield, 15 de setembro de 1914 - Washington D.C., 4 de setembro de 1974) foi um general do exército dos Estados Unidos, comandante-em-chefe das forças norte-americanas durante a Guerra do Vietnam, entre 1968 e 1972. O tanque M1 Abrams, principal blindado usado hoje pelo exército dos EUA e arma terrestre famosa na Guerra do Iraque, é batizado em sua homenagem.
Abrams formou-se na Academia Militar de West Point em 1936 especializando-se em blindados e serviu na 1ª Divisão de Cavalaria entre 1936 e 1940, quando foi promovido a capitão.

## II Guerra Mundial
Durante a guerra ele destacou-se no comando de blindados, com sua unidade sendo diversas vezes usada como ponta de lança da divisão blindada do 3º Exército do General George Patton, o que lhe valeu a fama de ser um agressivo e competente comandante de tanques, derrotando forças alemães superiores em número e poder de fogo, tirando proveito da velocidade de seus tanques e usando táticas inovadoras em combate.
Patton certa vez declarou: “Supostamente eu seria o maior comandante de blindados do exército, mas eu tenho um rival: Abe Abrams. Ele é o campeão mundial”.
Abrams foi um dos principais líderes do ataque que libertou as tropas americanas cercadas pelos nazistas em Bastogne, na Bélgica, durante a Batalha das Ardenas, em dezembro de 1944.
Após a guerra, com a patente de coronel, ele comandou batalhões blindados na Europa, em unidades na linha de frente de um cinturão de defesa da Europa Ocidental, contra uma possível invasão da União Soviética durante os primeiros anos da Guerra Fria.

## Guerra do Vietnã
Após um breve comando no fim da Guerra da Coreia e de alguns anos servindo no Pentágono, o general Abrams ocupou o cargo de vice-chefe do estado maior do exército em 1964 e substituiu o general William Westmoreland, seu colega de West Point, no comando geral norte-americano da Guerra do Vietnã em 1968.
Com a eleição do Presidente Richard Nixon e sua doutrina de ‘vietnamização’ da guerra, que significava cada vez mais deixá-la em mãos dos sul-vietnamitas e diminuir o envolvimento direto dos Estados Unidos, Creighton viu o efetivo militar diminuir de 535 mil no auge da guerra sob o comando de Westmoreland, para apenas 30 mil combatentes em 1972.
Ele deixou o Vietnam e voltou a Washington D.C. em fins de 1972, quando foi promovido a chefe de estado-maior do Exército dos Estados Unidos, cargo que ocupou até sua morte em setembro de 1974, devido a complicações surgidas após uma operação de câncer no pulmão. Durante seu período no cargo máximo do exército, as forças armadas efetuaram a transição para se tornarem compostas apenas de voluntários, tornando optativo o serviço militar no país.